# مو گونیا
مو گونیا یک ستاره است که در صورت فلکی گونیا قرار دارد.